# Oude Karnemelkpolder
De Oude Karnemelkpolder is een polder die zich bevindt ten westen van Koewacht. De polder behoort tot de Sint Jansteen-, Wildelanden- en Ferdinanduspolders, in de Nederlandse provincie Zeeland. 
De betrekkelijk hooggelegen polder werd in 1662 van dijken voorzien en is 28 ha groot. Ze wordt vrijwel geheel in beslag genomen door de bebouwing van het dorp Koewacht. Het poldertje -slechts 28 ha groot- loopt parallel aan de Belgisch-Nederlandse grens.